# Lipperhey (Exoplanet)
Lipperhey (55 Cancri d) ist ein Exoplanet, der die Komponente Copernicus A des Doppelsternsystems Copernicus umkreist. Auf Grund seiner hohen Masse wird angenommen, dass es sich um einen Gasplaneten handelt. Er ist der fünfte und äußerste unter den bisher bekannten Planeten seines Systems.

## Entdeckung
Entdeckt wurde dieser Exoplanet mit Hilfe der Radialgeschwindigkeitsmethode. Lipperhey wurde zusammen mit dem Planeten Brahe von Geoffrey Marcy und R. Paul Butler als zweiter und dritter Planet des Systems im Jahr 2002 entdeckt. Zu diesem Zeitpunkt wurde Copernicus bereits seit 12 Jahren beobachtet.

## Bahneigenschaften

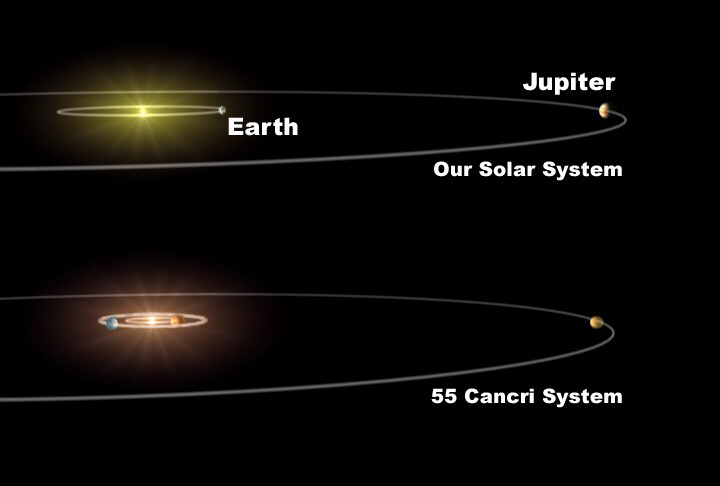
Der direkte Vergleich mit unserem Sonnensystem zeigt die fast identischen Bahnen von Jupiter und Lipperhey

Der Planet umkreist seinen Stern in einer Entfernung von ca. 5,5 AE. Da zunächst von einem System mit drei, später vier massereichen Planeten ausgegangen wurde, ergaben sich hochgradig exzentrische Bahnen für Lipperhey. Im Modell mit fünf Planeten, wie es derzeit angenommen wird, ist die Exzentrizität mit 0,025 eher gering und seine Bahn fast kreisförmig. Die Umlaufzeit wird knapp 5000 Erdtagen (mehr als 14 Jahre) angegeben. Sein Orbit ist dem des Jupiter ähnlich.

## Physikalische Eigenschaften
Lipperhey hat eine Masse von mindestens 1219 M⊕ bzw. 3,835 MJ. Messungen mit dem Hubble-Weltraumteleskop lassen eine Neigung der Ebene der Umlaufbahn von 53° vermuten, demnach würde die Masse auf 4,8 Jupitermassen ansteigen. Der Radius von Lipperhey ist wahrscheinlich etwas geringer als der von Jupiter.
Verlässliche Daten zur Zusammensetzung, Größe und Temperatur gibt es nicht, entsprechende Spekulationen beruhen auf Modellrechnungen. Lipperhey ist mit sehr hoher Wahrscheinlichkeit ein Gasplanet, der überwiegend aus flüchtigen Elementen wie Wasserstoff und Helium bestehen dürfte. Durch die große Masse könnte die aus inneren Prozessen wie der Gaskontraktion entstehende Wärme den Planeten so warm werden lassen, dass er mit weißen Wolken aus Wasser bedeckt ist.

## Namensherkunft
Wie alle Exoplaneten wurde Lipperhey ursprünglich allein mit dem offiziellen Namen des Sterns und einem Kleinbuchstaben, entsprechend der Reihenfolge der Entdeckung, bezeichnet. Nach einem öffentlich ausgeschriebenen Wettbewerb der Internationalen Astronomischen Union (IAU) erhielt er am 15. Dezember 2015 einen offiziellen Namen nach dem Weseler  Brillenmacher Hans Lipperhey, dem Erfinder des Fernrohrs. Lipperhey verbrachte einen Teil seines Lebens in den benachbarten Niederlanden.